# 東部方面後方支援隊
東部方面後方支援隊（とうぶほうめんこうほうしえんたい、JGSDF Eastern Army Logistic Support Troop）は、陸上自衛隊朝霞駐屯地（東京都練馬区）に駐屯する東部方面隊直轄の後方支援部隊である。

## 概要
隊長は1等陸佐（一）が充てられ、東部方面隊直轄部隊および富士・施設・通信・高射学校並びに同校隷下の教導団・教導隊に対する後方支援・不発弾処理を任務とする。
2001年（平成13年）度末に東部方面武器隊および東部方面輸送隊、東部方面総監直轄部隊の整備要員を統合して編成された。
第101全般支援隊（霞ヶ浦駐屯地）は、茨城・千葉・栃木の３県に所在する部隊の装備品の整備や回収、また整備に必要な部品の補給を駐屯地および野外において行う任務を有する野戦兵站部隊。
第103補給大隊（霞ヶ浦駐屯地）は、即応予備自衛官を主体に構成され、野外において方面隊の作戦基本部隊に対する補給品（航空機、弾薬、衛生器材を除く。）の補給および需品サービスを担任する。
第302弾薬中隊（霞ヶ浦駐屯地）は、即応予備自衛官を主体に構成され、野外において方面隊の作戦基本部隊に対する弾薬類の補給・整備・検査等の任務を担任する。

## 沿革
- 2001年（平成13年）3月26日：東部方面武器隊本部に編成準備隊を設置。

東部方面後方支援隊
- 2002年（平成14年）3月27日：東部方面隊および以下の職種学校の補給・整備機能を集約・統合して東部方面後方支援隊が朝霞駐屯地において編成完結。

1. 富士学校（富士教導団を含む）の整備部門および東部方面武器隊隷下の第308武器野整備中隊を基幹として第105全般支援大隊、富士教育直接支援大隊を富士駐屯地に新編。
2. 高射学校（高射教導隊を含む）の整備部門を廃止し、高射教育直接支援中隊を下志津駐屯地に新編。
3. 施設学校（施設教導隊を含む）の整備部門を廃止し、施設教育直接支援中隊を勝田駐屯地に新編。
4. 通信学校（通信教導隊を含む）の整備部門を廃止し、通信教育直接支援中隊を久里浜駐屯地に新編。

- 2004年（平成16年）
  - 3月27日：第102施設直接支援大隊第2直接支援隊（第307施設隊を支援）を高田駐屯地に新編。
  - 3月29日：第102施設直接支援大隊の直接支援隊（松本駐屯地）が第1直接支援隊（第306施設隊を支援）に称号変更。
- 2011年（平成23年）4月22日：部隊改編。

1. 第1後方支援連隊第2整備大隊第2普通科直接支援隊（武山駐屯地）を改編し、第302普通科直接支援中隊（第31普通科連隊を支援）を武山駐屯地に新編。
2. 第301特科直接支援中隊（宇都宮駐屯地：第6地対艦ミサイル連隊を支援）を廃止。
3. 第102施設直接支援大隊第2直接支援隊が高田駐屯地から宇都宮駐屯地へ移駐。

- 2013年（平成25年）3月26日：第12後方支援隊第4普通科直接支援小隊を廃止・改編し、第303普通科直接支援中隊（第48普通科連隊を支援）を相馬原駐屯地に新編。
- 2016年（平成28年）3月28日：第102施設直接支援大隊第1直接支援中隊古河派遣隊（古河駐屯地：第389施設中隊を支援）を廃止。
- 2017年（平成29年）3月27日：第302弾薬中隊（コア部隊）を霞ヶ浦駐屯地に新編。
- 2018年（平成30年）
  - 3月26日：部隊改編。

  1. 第102施設直接支援大隊第1直接支援中隊駒門派遣隊（駒門駐屯地：第364施設中隊を支援）を廃止。
  2. 東部方面輸送隊第102輸送業務隊（朝霞駐屯地）を廃止（陸上自衛隊中央輸送隊の第3方面分遣隊に改編）。

  - 3月27日：第103補給大隊（コア部隊）を霞ヶ浦駐屯地に新編[1]。
- 2023年（令和05年）3月16日：第306特科直接支援中隊（東部方面特科連隊を支援）が北富士駐屯地において編成完結[2]。第2直接支援小隊（第2特科大隊を支援）を宇都宮駐屯地に配置。

## 部隊編成
特記ないものは朝霞駐屯地所在。
- 東部方面後方支援隊本部
- 東部方面後方支援隊本部付隊「東方後支-本」
  - 通信小隊
- 第104全般支援大隊
  - 第104全般支援大隊本部
  - 第104全般支援大隊本部付隊「104全支-本」
  - 補給中隊「104全支-補」
  - 整備中隊「104全支-整」
    - 化学整備小隊（大宮駐屯地）
- 第105全般支援大隊（富士駐屯地）
  - 第105全般支援大隊本部
  - 第105全般支援大隊本部付隊「105全支-本」
  - 補給中隊「105全支-補」
  - 整備中隊「105全支-整」
- 第101全般支援隊（霞ヶ浦駐屯地）
  - 第101全般支援隊本部
  - 第101全般支援隊本部付隊「101全支-本」
  - 補給中隊「101全支-補」
  - 整備中隊「101全支-整」
    - 木更津派遣隊（木更津駐屯地）
- 第103補給大隊（霞ヶ浦駐屯地・コア部隊）
  - 第103補給大隊本部
  - 第103補給大隊本部付隊「103補-本」
  - 第1補給中隊「103補-1」
  - 第2補給中隊「103補-2」
- 第302弾薬中隊「302弾」（霞ヶ浦駐屯地・コア部隊）
- 第102施設直接支援大隊（古河駐屯地）：第1施設団を支援
  - 第102施設直接支援大隊本部
  - 第102施設直接支援大隊本部付隊「102施直支-本」[3]
  - 整備隊「102施直支-整」
  - 第1直接支援中隊「102施直支-1」（座間駐屯地）：第4施設群を支援
  - 第2直接支援中隊「102施直支-2」（高田駐屯地）：第5施設群を支援
  - 第1直接支援隊「102施直支-1直」（松本駐屯地）：第306施設隊を支援
  - 第2直接支援隊「102施直支-2直」（宇都宮駐屯地）：第307施設隊を支援

- 富士教育直接支援大隊（富士駐屯地）：富士学校を支援
  - 富士教育直接支援大隊本部
  - 富士教育直接支援大隊本部付隊「富教直支-本」
  - 車両整備隊「富教直支-車」
    - 装輪車整備小隊
    - 駒門派遣隊（駒門駐屯地）：機甲教導連隊を支援

  - 火器整備隊
  - 第1整備隊
  - 第2整備隊
  - 第3整備隊
  - 第4整備隊
- 高射教育直接支援中隊「高教直支」（下志津駐屯地）：高射学校を支援
- 施設教育直接支援中隊「施教直支」（勝田駐屯地）：施設学校を支援
- 通信教育直接支援中隊「通教直支」（久里浜駐屯地）：システム通信・サイバー学校を支援
- 第302普通科直接支援中隊「302普直支」（武山駐屯地）：第31普通科連隊を支援
- 第303普通科直接支援中隊「303普直支」（相馬原駐屯地）：第48普通科連隊を支援
- 第306特科直接支援中隊「306特直支」（北富士駐屯地）：東部方面特科連隊を支援[2]
  - 中隊本部
  - 第1特科直接支援小隊：第1特科大隊を支援
  - 第2特科直接支援小隊（宇都宮駐屯地）：第2特科大隊を支援
- 第301高射直接支援中隊「301高直支」（松戸駐屯地）：第2高射特科群を支援
  - 中隊本部
  - 通信電子整備班（松戸駐屯地）
  - 第1直接支援小隊（古河駐屯地）：第337高射中隊を支援
  - 第2直接支援小隊（朝霞駐屯地）：第335高射中隊を支援
  - 第3直接支援小隊（松戸駐屯地）：第336高射中隊を支援
  - 第4直接支援小隊（下志津駐屯地）：第334高射中隊を支援
- 第301通信直接支援隊「301通直支」（朝霞駐屯地）：東部方面システム通信群を支援
- 第102不発弾処理隊「102処理」
- 東部方面輸送隊（朝霞駐屯地）
  - 東部方面輸送隊本部
  - 東部方面輸送隊本部付隊「東方輸-本」
  - 第301輸送中隊「301輸」
  - 第302輸送中隊「302輸」
  - 第301輸送隊「301輸隊」：特大型運搬車

## 主要幹部
| 官職名               | 階級    | 氏名     | 補職発令日     | 前職                           |
| -------------------- | ------- | -------- | -------------- | ------------------------------ |
| 東部方面後方支援隊長 | 1等陸佐 | 藤田悟   | 2024年08月01日 | 東北方面総監部装備部長         |
| 副隊長               | 1等陸佐 | 古賀昭博 | 2023年12月22日 | 陸上自衛隊中央業務支援隊副隊長 |

| 代 | 氏名       | 在職期間                        | 職種     | 出身校・期                | 前職                                 | 後職                              |
| -- | ---------- | ------------------------------- | -------- | ------------------------- | ------------------------------------ | --------------------------------- |
| 01 | 松永國博   | 2002年03月27日 - 2003年04月01日 | 高射特科 | 防大15期                  | 東部方面総監部装備部長               | 退職（陸将補昇任）                |
| 02 | 大久保利通 | 2003年04月01日 - 2005年01月11日 | 通信科   | 防大18期                  | 陸上幕僚監部装備部通信電子課長       | 通信団長                          |
| 03 | 山下富雄   | 2005年01月12日 - 2007年07月02日 | 武器科   | 生徒16期                  | 陸上自衛隊研究本部主任研究開発官     | 陸上自衛隊北海道補給処副処長      |
| 04 | 小林英彦   | 2007年07月03日 - 2009年07月20日 | 通信科   | 金沢大学大学院 昭和56年卒 | 北部方面総監部人事部長               | 第1師団副師団長 兼 練馬駐屯地司令 |
| 05 | 相澤傑     | 2009年07月21日 - 2011年08月04日 | 警務科   | 防大24期                  | 陸上幕僚監部警務管理官               | 警務隊長                          |
| 06 | 滝口龍治   | 2011年08月05日 - 2013年08月21日 | 通信科   | 防大27期                  | 中部方面総監部人事部長               | 第6師団副師団長 兼 神町駐屯地司令 |
| 07 | 池田一敏   | 2013年08月22日 - 2016年03月23日 | 高射特科 | 防大27期                  | 西部方面総監部総務部長               | 退職（陸将補昇任）                |
| 08 | 福田洋司   | 2016年03月23日 - 2018年03月22日 | 武器科   | 防大30期                  | 中部方面総監部装備部長               | 陸上自衛隊九州補給処副処長        |
| 09 | 重村和幸   | 2018年03月23日 - 2020年03月15日 | 施設科   | 防大31期                  | 陸上自衛隊関東補給処古河支処長       | 退職（陸将補昇任）                |
| 10 | 藤丸幸二   | 2020年03月16日 - 2021年03月25日 | 野戦特科 | 防大35期                  | 西部方面総監部装備部長               | 陸上自衛隊開発実験団長            |
| 11 | 大足卓也   | 2021年03月26日 - 2022年07月31日 | 施設科   | 防大32期                  | 陸上自衛隊施設学校副校長 兼 企画室長 | 退職（陸将補昇任）                |
| 12 | 弓場信行   | 2022年08月01日 - 2024年07月31日 | 武器科   | 防大34期                  | 陸上自衛隊補給統制本部火器車両部長   | 退職                              |
| 13 | 藤田悟     | 2024年08月01日 -                | 航空科   | 防大39期                  | 東北方面総監部装備部長               |                                   |

## 主要装備
- 特大型運搬車
- 90式戦車回収車
- 78式戦車回収車
- 重レッカ
- 中型セミトレーラ
- 3トン半水タンク車
- 3トン半燃料タンク車
- 野外支援車
- 野外炊具
- 1/2tトラック / 73式小型トラック
- 1 1/2tトラック / 73式中型トラック
- 3 1/2tトラック / 73式大型トラック
- 7tトラック / 74式特大型トラック
- 89式5.56mm小銃
- 9mm拳銃
- 12.7mm重機関銃M2

## 廃止部隊
- 2011年（平成23年）4月21日廃止
  - 第301特科直接支援中隊「301特直支」（宇都宮駐屯地）第6地対艦ミサイル連隊を支援：
- 2016年（平成28年）3月28日廃止
  - 第102施設直接支援大隊第1直接支援中隊古河派遣隊「102施直支-1」（古河駐屯地）第389施設中隊を支援：
- 2018年（平成30年）3月26日廃止
  - 第102施設直接支援大隊第1直接支援中隊駒門派遣隊「102施直支-1」（駒門駐屯地）：第364施設中隊を支援：第364施設中隊の座間駐屯地移駐に伴い廃止。
  - 東部方面輸送隊第102輸送業務隊「102輸業」（朝霞駐屯地）：中央輸送隊の第3方面分遣隊に改編。